# 高地之舞
高地之舞，是一匹已退役的純種競賽馬匹。這匹在愛爾蘭出生的雄馬是由隸屬古摩亞育馬場的著名練馬師岳伯仁訓練，他曾經到世界各地出賽，包括美國、香港、杜拜、英國、法國、愛爾蘭及澳洲。他曾勝出多項一級賽，包括秘書處錦標、英皇佐治六世及皇后伊利沙伯錦標、育馬者盃草地大賽、香港瓶、加冕盃及威爾斯親王錦標。他亦曾在多項一級賽上名，包括凱旋門大賽、國際錦標、英國冠軍錦標、賽馬會錦標及覺士盾。

## 競賽生涯

### 2歲
高地之舞在2014年6月12日初次在李奧柏登場並開始其2歲的競賽生涯，競逐一場1400米的賽事，但被衛爾得訓練的Tombelaine以三個馬位擊敗，只能獲得亞軍。
19日後，高地之舞在高運園競逐一場1600米的賽事，並由岳伯仁的大兒子，現已成為練馬師的岳本賢策騎，最後輕鬆大勝Taqaseem 12個馬位。
隨後，岳伯仁決定將高地之舞帶到英國古活馬場角逐三級賽釀酒錦標，最後已2 1/4馬位擊敗Tupi，奪得首個分級賽冠軍。

### 3歲
經過歐洲平地馬季的休整期後，2015年的高地之舞在法國展開他的競賽生涯，角逐法國二千堅尼大賽，面對著新桂、Make Believe及言出必行等對手，只能跑獲一席第六。
然後在尚蒂伊出戰法國打吡，再次面對新桂，這次再以1 1/2馬位落敗於新桂跑獲第二。
4個星期後，高地之舞出戰愛爾蘭打吡，只能跑獲第五。及後，高地之舞出戰三級賽哥頓錦標，這次面對次一級的對手，以1 1/2小勝格子民族。
8月，高地之舞前往美國出戰秘書處錦標，由許覺能策騎，以5 1/2馬位大勝Closing Bell，成功取得首個一級賽冠軍。
其後，高地之舞回到歐洲，出戰愛爾蘭冠軍錦標，面對著金號角、豔跡可尋及鷹揚晴空等強勁對手，只能跑獲第五。
10月，高地之舞到澳洲出戰覺士盾，面對澳洲的超級馬后雲絲仙子，只能跑獲第三。
12月，高地之舞來港出戰香港瓶，輕鬆擊敗富林特郡奪得冠軍，亦為岳伯仁添上一項記錄，就是首次於香港奪得一級賽冠軍。

### 4歲
經過休整後，2016年的高地之舞於三月在杜拜美丹馬場出戰杜拜司馬經典賽，面對著容後再決及多匹日本代表，只能跑獲一席第四。
然後他再度來到香港，出戰女皇盃，在改變跑法及場地不合的情況下只能跑獲第八。
6月，高地之舞回到歐洲，出戰皇家雅士谷賽期的二級賽夏域錦標，由許覺能策騎。但這次被英女皇名下賽駒行政小區以強勁的加速力反先，並以短距離險勝他。
7月，高地之舞出戰英皇佐治六世及皇后伊利沙伯錦標，面對著暴發、西方讚歌、願望之翼及上仗擊敗他的行政小區。這次高地之舞以1 1/2擊敗願望之翼，奪得冠軍。
其後他出戰英國國際錦標，繼續由許覺能策騎，以領頭戰術製造步速的他因最後力弱被容後再決反超，只能保住一席第二。
9月，高地之舞再次出戰愛爾蘭冠軍錦標，改由歐道樂策騎，這次因為戰術需要放頭製造步速，只能跑獲第七名，落後於冠軍好戰王。
10月，高地之舞在尚蒂伊馬場（因為隆尚馬場進行裝修工程）出戰凱旋門大賽，再一次由許覺能策騎，再次採取領放戰略，最後僅以一個馬位被廄侶豔跡可尋擊敗得到亞軍。
11月，高地之舞在聖雅尼塔出戰育馬者盃草地大賽，面對著富林特郡及豔跡可尋等對手，許覺能再一次採用領頭戰術，成功以1 3/4個馬位撃敗富林特郡，奪得冠軍。
12月，高地之舞重臨香港，進行香港瓶的衞冕戰，這次改配主帥莫雅，採用領頭戰術的他於200米處力弱，被由莫雷拉策騎的里見皇冠反勝，只能得到亞軍。

### 5歲
2017年的高地之舞經過休養後，再一次由杜拜司馬經典賽開始競賽，不過因為狀態未足的關係只能作為最後一名沖過終點，落後於冠軍木球能手。
其後，他重回歐洲，參加葉森賽期的一級賽加冕盃，面對著鷹爪刀、旅行樂及廄侶巡邏兵和愛達荷州，重拾狀態的他在莫雅胯下展現強勁的加速力，以1 3/4個馬位擊敗鷹爪刀，取下冠軍。
接著，他參與皇家雅士谷賽期的威爾斯親王錦標，面對著當代名著、受勛勇爵、名蓋天下及曾經擊敗他的木球能手，憑著凌厲的後勁以1 1/4個馬位擊敗受勛勇爵奪得冠軍。
其後，高地之舞進行英皇錦標的衞冕戰，但是遇上不適合的變化場地，最後莫雅在直路放棄鞭策，三甲不入且衞冕失敗。
經過休息後，高地之舞放棄競逐凱旋門大賽並直接競逐英國冠軍錦標，面對著金庫神偷、詩人之言及巴米托等實力馬，最後被金庫神偷大敗逾十個馬位得第三。
2星期後，高地之舞參與競逐育馬者盃草地大賽並進行衛冕戰，但因體力問題未能發揮應有水準，被攻心如焚擊敗只能跑獲一個第三。賽後，練馬師岳伯仁表示他會多跑一仗，然後離開競賽生涯並展開配種的生涯。
經過1個月的休息後，高地之舞來到香港並進行競賽生涯的最後一役香港瓶。面對著曾經在美國擊敗他的攻心如焚，高地之舞在最後400米直路上展現強勁的衝刺，經莫雅的鞭策下成功以一個多馬位擊敗攻心如焚，再一次捧走香港瓶。

### 詳細賽績
| 日期       | 舉辦國家/地區 | 馬場     | 距離   | 級別 | 賽事名稱                       | 負重 | 騎師   | 馬號 | 出馬 | 名次 | 時間     | 頭馬（二馬）     |
| ---------- | ------------- | -------- | ------ | ---- | ------------------------------ | ---- | ------ | ---- | ---- | ---- | -------- | ---------------- |
| 12/6/2014  | 愛爾蘭        | 李奧柏   | 草1400 |      | 處女馬                         | 59.5 | 許覺能 | 3    | 7    | 2    | 記錄缺失 | Tombelaine       |
| 1/7/2014   | 愛爾蘭        | 高運園   | 草1600 |      | 處女馬                         | 59.5 | 岳本賢 | 4    | 9    | 1    | 1:38.40  | （Taqaseem）     |
| 30/7/2014  | 英國          | 古活     | 草1400 | GII  | 釀酒錦標                       | 57.5 | 岳本賢 | 5    | 8    | 1    | 1:26.71  | （圖彼族）       |
| 10/5/2015  | 法國          | 隆尚     | 草1600 | GI   | 法國二千堅尼                   | 58   | 莫雅   | 7    | 18   | 6    | 記錄缺失 | Make Believe     |
| 31/5/2015  | 法國          | 尚蒂伊   | 草2100 | GI   | 法國打吡                       | 58   | 岳本賢 | 6    | 14   | 2    | 記錄缺失 | 新桂             |
| 27/6/2015  | 愛爾蘭        | 卻拉     | 草2400 | GI   | 愛爾蘭打吡                     | 57   | 莫雅   | 3    | 11   | 5    | 記錄缺失 | 木球能手         |
| 29/7/2015  | 英國          | 古活     | 草2400 | GIII | 哥頓錦標                       | 57.5 | 岳本賢 | 2    | 9    | 1    | 2:34.94  | （格子民族）     |
| 15/8/2015  | 美國          | 雅靈頓   | 草2000 | GI   | 秘書處錦標                     | 55   | 許覺能 | 6    | 7    | 1    | 2:02.26  | （Closing Bell） |
| 12/9/2015  | 愛爾蘭        | 李奧柏   | 草2000 | GI   | 愛爾蘭冠軍錦標                 | 57   | 岳本賢 | 6    | 7    | 5    | 記錄缺失 | 金號角           |
| 24/10/2015 | 澳洲          | 滿利谷   | 草2000 | GI   | 覺士盾                         | 56   | 莫雅   | 13   | 14   | 3    | 記錄缺失 | 雲絲仙子         |
| 13/12/2015 | 香港          | 沙田     | 草2400 | GI   | 香港瓶                         | 55   | 莫雅   | 11   | 13   | 1    | 2:28.43  | （富林特郡）     |
| 26/3/2016  | 阿聯酋        | 美丹     | 草2410 | GI   | 杜拜司馬經典賽                 | 57   | 莫雅   | 8    | 9    | 4    | 記錄缺失 | 容後再決         |
| 24/4/2016  | 香港          | 沙田     | 草2000 | GI   | 女皇盃                         | 57   | 莫雅   | 2    | 13   | 8    | 2:02.98  | 明月千里         |
| 18/6/2016  | 英國          | 雅士谷   | 草2400 | GII  | 夏域錦標                       | 57.5 | 許覺能 | 6    | 9    | 2    | 記錄缺失 | 行政小區         |
| 23/7/2016  | 英國          | 雅士谷   | 草2400 | GI   | 英皇佐治六世及皇后伊利沙伯錦標 | 60.5 | 莫雅   | 3    | 7    | 1    | 2:28.97  | （願望之翼）     |
| 17/8/2016  | 英國          | 約克     | 草2080 | GI   | 英國國際錦標                   | 60   | 許覺能 | 5    | 12   | 2    | 記錄缺失 | 容後再決         |
| 10/9/2016  | 愛爾蘭        | 李奧柏   | 草2000 | GI   | 愛爾蘭冠軍錦標                 | 60.5 | 歐道樂 | 1    | 12   | 7    | 記錄缺失 | 好戰王           |
| 2/10/2016  | 法國          | 尚蒂伊   | 草2400 | GI   | 凱旋門大賽                     | 59.5 | 許覺能 | 4    | 16   | 2    | 記錄缺失 | 艷跡可尋         |
| 5/11/2016  | 美國          | 聖雅尼塔 | 草2400 | GI   | 育馬者盃草地大賽               | 57   | 許覺能 | 12   | 12   | 1    | 2:23.00  | （富林特郡）     |
| 11/12/2016 | 香港          | 沙田     | 草2400 | GI   | 香港瓶                         | 57   | 莫雅   | 1    | 14   | 2    | 2:26.30  | 里見皇冠         |
| 25/3/2017  | 阿聯酋        | 美丹     | 草2410 | GI   | 杜拜司馬經典賽                 | 57   | 莫雅   | 6    | 7    | 7    | 記錄缺失 | 木球能手         |
| 2/6/2017   | 英國          | 葉森     | 草2400 | GI   | 加冕盃                         | 57   | 莫雅   | 4    | 10   | 1    | 2:33.34  | 拓荒者           |
| 21/6/2017  | 英國          | 雅士谷   | 草2000 | GI   | 威爾斯親王錦標                 | 57   | 莫雅   | 2    | 8    | 1    | 2:05.04  | （受勛勇爵）     |
| 29/7/2017  | 英國          | 雅士谷   | 草2400 | GI   | 英皇佐治六世及皇后伊利沙伯錦標 | 60.5 | 莫雅   | 2    | 10   | 4    | 記錄缺失 | 成全寶           |
| 21/10/2017 | 英國          | 雅士谷   | 草2000 | GI   | 英國冠軍錦標                   | 59.5 | 莫雅   | 2    | 10   | 3    | 記錄缺失 | 金庫神偷         |
| 4/11/2017  | 美國          | 德爾馬   | 草2400 | GI   | 育馬者盃草地大賽               | 57   | 莫雅   | 3    | 12   | 3    | 記錄缺失 | 攻心如焚         |
| 10/12/2017 | 香港          | 沙田     | 草2400 | GI   | 香港瓶                         | 57   | 莫雅   | 1    | 12   | 1    | 2:26.23  | （攻心如焚）     |

## 其他成就
於2015年的世界馬匹排名榜中排名二十七，最佳三歲馬中排名十一。於2016年的世界馬匹排名榜中排名十二，國際評分為123分。

## 配種生涯
「高地之舞」退役後，先後在愛爾蘭共和國、澳洲、日本展開配種生涯，2023-2024馬季已有子嗣在港服役，包括「金陽飛駒」、「八正道」、「快步流星」。

### 腳註
1. ↑  . www.racingpost.com.   [2017-12-12]. （原始内容存档于2017-12-12）.
2. ↑  . www.racingpost.com.   [2017-12-12]. （原始内容存档于2017-12-12）.
3. ↑  . www.racingpost.com.   [2017-12-12]. （原始内容存档于2017-12-12）.
4. ↑  . www.racingpost.com.   [2017-12-12]. （原始内容存档于2019-04-11）.
5. ↑  . www.racingpost.com.   [2017-12-12]. （原始内容存档于2019-04-11）.
6. ↑  . www.racingpost.com.   [2017-12-12]. （原始内容存档于2019-04-11）.
7. ↑  . www.racingpost.com.   [2017-12-12]. （原始内容存档于2019-04-11）.
8. ↑  . www.racingpost.com.   [2017-12-12]. （原始内容存档于2019-04-11）.
9. ↑  . www.racingpost.com.   [2017-12-12]. （原始内容存档于2019-04-11）.
10. ↑  . www.racingpost.com.   [2017-12-12]. （原始内容存档于2019-04-11）.
11. ↑  . www.racingpost.com.   [2017-12-12]. （原始内容存档于2020-06-30）.
12. ↑  . www.racingpost.com.   [2017-12-12]. （原始内容存档于2019-04-27）.
13. ↑  . www.racingpost.com.   [2017-12-12]. （原始内容存档于2019-04-27）.
14. ↑  . www.racingpost.com.   [2017-12-12]. （原始内容存档于2021-01-24）.
15. ↑  . www.racingpost.com.   [2017-12-12]. （原始内容存档于2019-04-11）.
16. ↑  . www.racingpost.com.   [2017-12-12]. （原始内容存档于2020-02-17）.
17. ↑  . www.racingpost.com.   [2017-12-12]. （原始内容存档于2019-04-11）.
18. ↑  . www.racingpost.com.   [2017-12-12]. （原始内容存档于2019-08-22）.
19. ↑  . www.racingpost.com.   [2017-12-12]. （原始内容存档于2019-04-11）.
20. ↑  . www.racingpost.com.   [2017-12-12]. （原始内容存档于2020-07-13）.
21. ↑  . www.racingpost.com.   [2017-12-12]. （原始内容存档于2019-04-11）.
22. ↑  . www.racingpost.com.   [2017-12-12]. （原始内容存档于2020-02-17）.
23. ↑  . www.racingpost.com.   [2017-12-12]. （原始内容存档于2020-12-05）.
24. ↑  . www.racingpost.com.   [2017-12-12]. （原始内容存档于2020-10-19）.
25. ↑  . www.racingpost.com.   [2017-12-12]. （原始内容存档于2020-10-11）.
26. ↑  . www.racingpost.com.   [2017-12-12]. （原始内容存档于2019-07-06）.
27. ↑  . www.racingpost.com.   [2017-12-12]. （原始内容存档于2019-06-21）.

### 其他
- 高地之舞兩奪香港瓶 莫雷拉大熱做騎師王 港隊三W 國際賽大豐收 （页面存档备份，存于）